# امپرر ماگوس کالیگولا
امپرر ماگوس کالیگولا (به سوئدی: Emperor Magus Caligula) با نام شناسنامه‌ای ماگنوس بروبِرگ (به سوئدی: Magnus Broberg) (زادهٔ ۲۳ مه ۱۹۷۳ در لودویکه) موسیقی‌دان اکستریم متال اهل سوئد است که بیشتر به‌عنوان خواننده، باسیست و ترانه‌سرای پیشین گروه بلک متال دارک فیونرال شناخته شده‌است. او از سال ۱۹۹۵ تا ۲۰۱۰ در دارک فیونرال عضویت داشت و از سال ۲۰۰۶ به‌عنوان خواننده با دیگر گروه سوئدی، دمونوید همکاری داشته‌است. کالیگولا پیش از پیوستن به دارک فیونرال و از سال ۱۹۹۲ تا ۱۹۹۳ خوانندهٔ گروه دث متال هیپوکریسی بوده‌است. در ژوئیهٔ ۲۰۱۱ اعلام شد که کالیگولا جایگزین «لژیون»، خوانندهٔ پیشین گروه اسپید/ترش ویچری شده‌است.
کالیگولا از پیروان آئین شیطان‌گرایی لاویایی است و مانند بسیاری از هنرمندان بلک متال، از اتخاذ موضع در مورد سیاست خودداری می‌کند. گرچه در کنسرت‌هایش اسامه بن لادن تروریست بنیادگرای مسلمان را با الفاظ تحقیرآمیز خطاب کرده‌است. او همچنین در یکی از مصاحبه‌هایش کشیشان کلیسای کاتولیک را به‌واسطهٔ اتهام کودک‌آزاری محکوم کرده‌است.

## اتهام قتل کشیش
در سال ۲۰۰۴ و پس از آن‌که جوانی از هواداران دارک فیونرال به‌نام رودریگو اوریاس، یک کشیش ایتالیایی ساکن سانتیاگو شیلی را با چاقو کشت، کالیگولا متهم شد که اوریاس تا حدودی تحت تأثیر او آن قتل را مرتکب شده‌است. کالیگولا با بیان این‌که آن اتفاق اهمیتی ندارد گفت ممکن است موسیقی آن‌ها به‌نحوی موجب ایجاد انگیزهٔ قتل توسط اوریاس شده‌باشد اما این مسئله که موسیقی دارک فیونرال عامل مستقیم کشته‌شدن آن کشیش بوده را تکذیب کرد. کالیگولا به‌یاد می‌آورد که در سال ۲۰۰۳ و در یکی از کنسرت‌های دارک فیونرال، طبق خواستهٔ اوریاس، نقش یک صلیب را با آتش سیگار برگ کوبایی روی بازویش سوزانده بود.